# Van der Waalsov polmer
Van der Waalsov polmer atoma je polmer namišljene sfere, ki se lahko uporablja kot model atoma za številne namene. Van der Waalsovi polmeri se ugotavljajo eksperimentalno z merjenji medatomskega prostora med pari vezanih atomov v kristalih.
Van der Waalsov polmer se imenuje po Johannesu Dideriku van der Waalsu, dobitniku Nobelove nagrade za fiziko leta 1910.
Van der Waalsov polmer atomov je od 25 do 50 % večji od valenčnega polmera teh atomov, kar je pripisati dejstvu, da se oblak elektronov sosednih vezanih atomov delno prekriva.
Primerjava valenčnega in van der Waalsovega polmera za nekatere atome (v Å):
| atom | valenčni polmer | van der Waalsov polmer |
| ---- | --------------- | ---------------------- |
| N    | 0,7             | 1,5                    |
| P    | 1,1             | 1,9                    |
| S    | 1,04            | 1,85                   |
| I    | 1,33            | 2,15                   |